# امان سهراوات
امان سهراوات (به انگلیسی: Aman Sehrawat،  زادهٔ ۱۶ ژوئیهٔ ۲۰۰۳) یک کشتی‌گیر آزادکار اهل کشور هند است.
از افتخارات وی می‌توان به کسب مدال برنز بازی‌های المپیک ۲۰۲۴ پاریس و بازی‌های آسیایی ۲۰۲۲ اشاره کرد.

## فعالیت حرفه‌ای

### المپیک ۲۰۲۴ پاریس
سهراوات در وزن ۵۷ کیلوگرم کشتی آزاد المپیک ۲۰۲۴ پاریس حاضر بود که در کشتی های اول و دوم ولادیمیر یگوروف از مقدونیه و زلیمخان آباکاروف از آلبانی را شکست داد اما در نیمه نهایی به ری هیگوچی از ژاپن باخت و به دیدار رده‌بندی رفت. وی در دیدار رده‌بندی داریان کروز از پورتوریکو را شکست داد و مدال برنز را بدست آورد.